# کریستیان کایس
کریستیان کایس (استونیایی: Kristjan Kais؛ زادهٔ ۳ مارس ۱۹۷۶) بازیکن والیبال ساحلی اهل استونی بود. وی در بازی‌های المپیک تابستانی ۲۰۰۸ شرکت کرده‌است.